# José de Saboya-Cariñano
José de Saboya-Cariñano (París, 30 de octubre de 1783-íb. 15 de octubre de 1825) fue un noble y militar francés de origen italiano, hijo del príncipe Eugenio de Saboya-Cariñano, conde de Villafranca.

## Biografía
Fue hijo del príncipe Eugenio de Saboya-Cariñano, conde de Villafranca, miembro de una rama menor de la casa de Saboya y militar al servicio de Francia; y de la noble francesa Elizabeth Anne Magon de Boisgarin, hija de Jean François Nicolas Magon, señor de Boisgarin. Sus padres habían contraído matrimonio en Saint-Malo el 20 de noviembre de 1779, matrimonio que sería declarado nulo posteriormente por el Parlamento de París en 1780 por no haber contado con la autorización previa del rey Víctor Amadeo III de Cerdeña a cuya casa pertenecía Eugenio. Con la aprobación de este último la pareja contrajo nuevo matrimonio el 22 de febrero de 1780.
Quedaría huérfano de padre en 1785, pasando a ser conocido como conde de Villafranca. Desde entonces su madre tendría que luchar por conseguir una cierta estabilidad económica debido a la dudosa naturaleza de su matrimonio con Eugenio, que pudo ser considerado por morganático. Esta última idea era la defendida por miembros de la Casa de Saboya-Cariñano también residentes en Francia como la tía de José María, la célebre María Teresa de Saboya-Cariñano, princesa consorte de Lamballe.
Durante la Revolución Francesa y como consecuencia del asesinato de esta última en 1792, José María huyó con su madre de Francia. Volverían tras el ascenso al poder de Napoléon Bonaparte. El 21 de enero de 1803, José María se alistó en el ejército francés en concreto en el segundo regimiento de carabineros. Continuaría en el ejército francés hasta 1824. Su carrera militar le llevaría a participar de diversas campañas del ejército napoléonico:
- Campañas de Italia en 1806, parte de la Guerra de la Tercera Coalición, distinguiéndose en la Batalla de Verona.
- Campaña de España en 1808.
- Campaña de Austria en 1809.

El ya emperador Napoleón lo nombró barón del Imperio el 25 de marzo de 1810. En octubre de ese año contraería  matrimonio con Pauline, hija de Paul François de Quelen de Stuer de Caussade, duque de La Vauguyon (1746-1828) y su mujer, Antoinette de Pons (1751-1824).
En el año 1812 participó en la Campaña de Rusia.
Tras la vuelta de Luis XVIII a Francia, José María continuó desarrollando distintos destinos militares.
Murió de forma repentina en París el 15 de octubre de 1825 de un ataque de apoplejía mientras iba en su carruaje. En 1911 sus restos serían trasladados a la sepultura familiar del Santuario real votivo de Nuestra Señora de las Gracias en la localidad piamontesa de Racconigi.

## Matrimonio y descendencia
De su matrimonio con Pauline nacerían tres hijos:
- María Gabriela (1811-1837), casada en 1827 con el príncipe Victor-Emmanuel-Camillo Massimo, que en 1840 sería II príncipe de Arsoli.
- María Filiberta (1814-1874) casada en 1837 con el príncipe Leopoldo de las Dos-Sicilias, conde de Siracusa.
- Eugenio Manuel (1816-1888) casado morganáticamente con Felicita Crosio.

La muerte de Carlos Félix de Cerdeña en abril de 1831, hizo que subiera al trono Carlos Alberto, hasta entonces príncipe de Cariñano, que era pariente más cercano de su padre. Este reinado sería más favorable a los hermanos de Gabriela, que entonces eran conocidos como Saboya-Villafranca. El 28 de abril de 1834 cuando Eugenio y Filiberta fueron reconocidos por el rey Carlos Alberto de Cerdeña como príncipes de sangre con el tratamiento de Alteza Serenísima. María Gabriela no formó parte de esa rehabilitación por estar ya casada.